# بينغو
بينغو (بالصينية المبسطة: 平谷 区؛ بالصينية التقليدية: 平谷 區) هي محافظة في الصين تابعة إلى إقليم بكين. يبلغ عدد سكانها 396701 نسمة و ذلك حسب إحصائيات سنة 2000. تبلغ مساحتها 950 كم².

## وصلات خارجية
- الموقع الرسمي